# Arrenurus palustris
Arrenurus palustris är en kvalsterart som beskrevs av Mullen. Arrenurus palustris ingår i släktet Arrenurus och familjen Arrenuridae. Inga underarter finns listade i Catalogue of Life.